# Сасо Тето е Вилађо Ермитађе (Мачерата)
Сасо Тето е Вилађо Ермитађе је насеље у Италији у округу Мачерата, региону Марке.
Према процени из 2011. у насељу је живело 4 становника. Насеље се налази на надморској висини од 1348 м.